# جيمس غوردون (سياسي أمريكي)
جيمس غوردون (بالإنجليزية: James Gordon)‏ هو سياسي أمريكي، ولد في 31 أكتوبر 1739، وتوفي في 17 يناير 1810 في بالستون في الولايات المتحدة. انتخب عضو جمعية ولاية نيويورك وانتخب عضو مجلس ولاية نيويورك وانتخب عضو مجلس النواب الأمريكي.